# Volo Arrow Air 1285
Il volo Arrow Air 1285 era un volo charter di Arrow Air operato da un DC-8 con partenza dall'aeroporto Internazionale del Cairo, scalo all'aeroporto di Colonia-Bonn e all'Aeroporto Internazionale di Gander, Canada e come destinazione finale Fort Campbell, Stati Uniti. Il 12 dicembre 1985 il velivolo poco dopo il decollo precipitò al suolo provocando la morte di tutti i 248 passeggeri e 8 membri dell'equipaggio. I passeggeri erano tutti militari statunitensi in rientro da una missione all'estero. 
Al 2024, è l'incidente aereo più mortale avvenuto sul suolo canadese. Al momento dell'incidente, si è trattato dell'incidente aereo più mortale che ha coinvolto un DC-8; nel 2024, è il secondo più mortale, dietro lo schianto del Volo Nigeria Airways 2120 quasi sei anni dopo.
L'incidente è stato indagato dal Canadian Aviation Safety Board (CASB), che ha stabilito che la probabile causa dell'incidente era la resistenza inaspettatamente elevata e la ridotta portanza dell'aereo, molto probabilmente a causa della contaminazione di ghiaccio sui bordi d'attacco delle ali e sulle superfici superiori. così come il peso a bordo sottostimato.

## Il velivolo
Il velivolo coinvolto nell'incidente era un Douglas DC-8-63CF con numero di registrazione N950JW e S/N 46058 motorizzato da quattro Pratt & Whitney JT3D-7. Il DC-8 venne consegnato alla Eastern Air Lines nel febbraio 1969. Successivamente l'aereo avrebbe cambiato più volte proprietà: nel 1974 venne acquistato dalla UTA per poi essere preso in leasing l'anno successivo dalla Air Afrique. Alla fine del leasing venne acquistato dalla IAL (Intercontinental Aero Leasing) e in tre anni venne dato in leasing a quattro compagnie aeree differenti: Capitol Air, Arista International Airlines, National Airlines, Air Algérie ed infine la Arrow Air.
Al momento dell'incidente l'aereo aveva accumulato 50 861 ore di volo in 16 anni di attività.

## L'equipaggio
L'equipaggio di volo, che era formato dal capitano John Griffin e dal primo ufficiale Joseph Connelly (entrambi 45 anni), oltre che dall'ingegnere di volo Michael Fowler (48 anni), salì a bordo dell'aereo prima della partenza per Gander alle 02:50 UTC. L'aereo arrivò all'Aeroporto Internazionale di Gander. alle 09:04, dove i passeggeri sono scesi dall'aereo mentre l'aereo veniva rifornito di carburante. Testimoni hanno riferito che l'ingegnere di volo ha effettuato un'ispezione esterna dell'aereo, dopo la quale i passeggeri sono risaliti a bordo dell'aereo.

## Il volo
Il Douglas Dc-8 decollò dall'Aeroporto del Cairo l'11 dicembre 1985 alle 20.35 (GMT) per atterrare all'Aeroporto di Colonia-Bonn cinque ore più tardi. Successivamente il Dc-8 atterrò all'Aeroporto di Gander alle 09.04 (GMT). Dopo aver fatto rifornimento di carburante, alle 10.15 (GMT) il velivolo iniziò la corsa al decollo sulla pista 22.
Diversi testimoni affermarono che il Dc-8 passò molto basso sopra l'autostrada Trans-Canada posizionata a circa 900 piedi (274 m) dalla fine della pista 22. Poco dopo aver sorvolato l'autostrada il velivolo iniziò una virata a destra e assunse l'assetto a salire. Malgrado la configurazione, il Douglas iniziò a perdere quota fino a quando, a poco meno di un chilometro dalla pista 22, impattò contro il terreno, prendendo fuoco.

## L'inchiesta
Per accertare le cause dell'incidente venne nominata una inchiesta presieduta dalla Canadian Aviation Safety Board. Il primo passo dell'inchiesta fu quello di analizzare sia il Cockpit Voice Recorder (CVR) sia il Flight Data Recorder (FDR), i quali vennero recuperati in buone condizioni. I dati provenienti dall'FDR indicarono che, dopo il decollo, la velocità massima raggiunta dell'aereo fu di 172 KIAS; 53 secondi dopo il decollo, l'aereo iniziò a perdere velocità. Il CVR, tuttavia, non funzionò correttamente probabilmente a causa del microfono in cabina non funzionante e non riuscì a registrare alcuna conversazione tra i piloti.
Al momento del decollo le condizioni meteo dell'aeroporto erano favorevoli alla formazione di ghiaccio: temperatura dell'aria tra i -3,8 °C e -4,2 °C e un nevischio molto leggero. Un pilota di Boeing 737, decollato 30 minuti prima del Douglas, affermò in sede di inchiesta che c'erano le condizioni meteorologiche per la formazione di ghiaccio. Anche un pilota di Piper PA-31, atterrato 30 minuti dopo l'incidente, riportò condizioni di ghiaccio. Dall'analisi dei rottami recuperati nel luogo dell'incidente gli investigatori poterono accertare che, al momento dell'impatto al suolo, il carrello era esteso, i flap erano estesi a non più di 25° e i motori erano alla massima potenza. Prima del decollo non era stata effettuata l'operazione di de-icing.
Malgrado gli elementi acquisiti, la Canadian Aviation Safety Board non riuscì a stabilire il motivo certo dello stallo avvenuto subito dopo il decollo. L'ipotesi più concreta è quella della formazione di ghiaccio sulle ali, unita ad un errore nel calcolo del carico dei passeggeri da parte della compagnia e ad una velocità di decollo leggermente scorretta.

## Le vittime

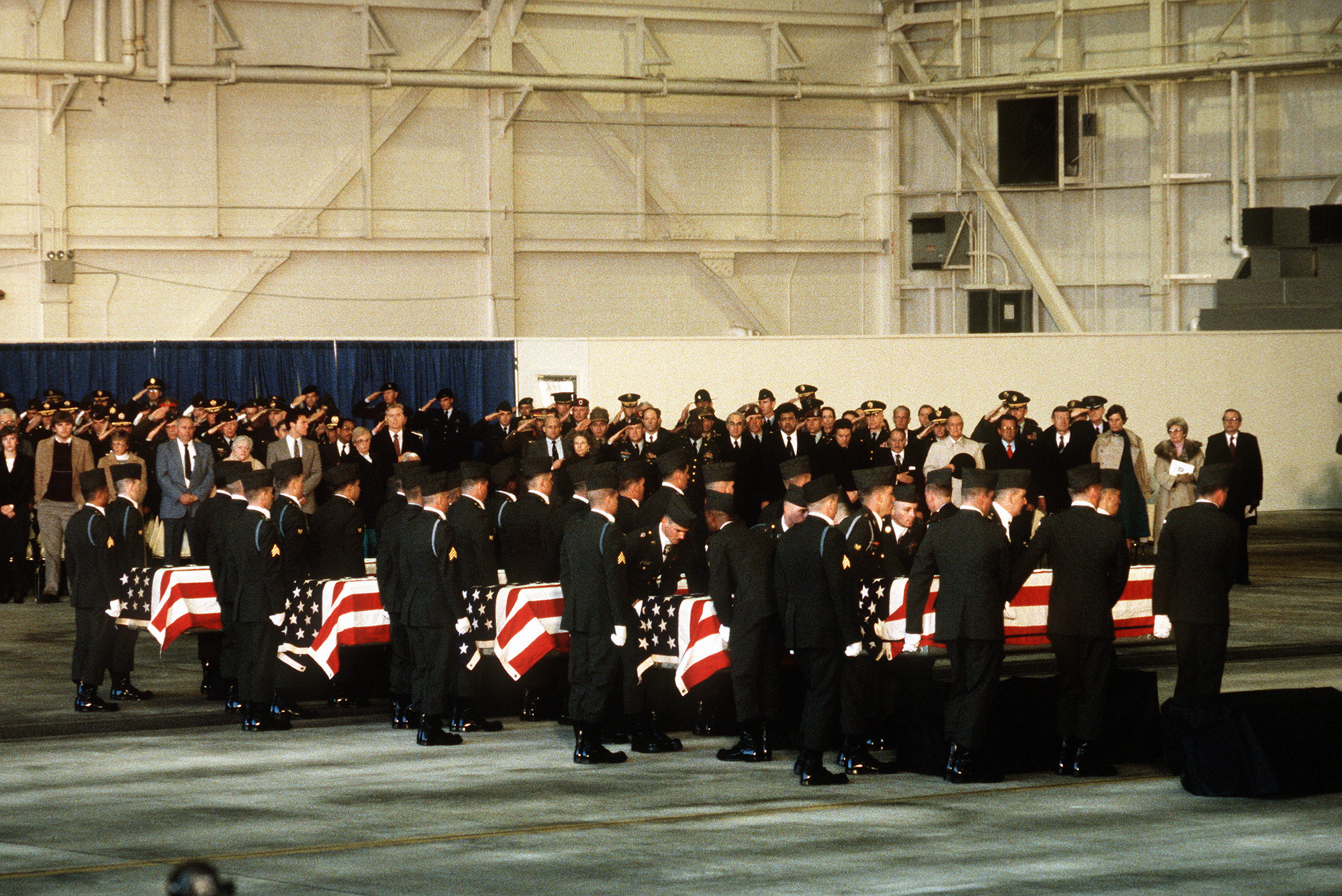
Le bare vengono trasportate per una cerimonia commemorativa alla Dover AFB il 16 dicembre 1985

Morirono tutte le 256 persone: 248 militari statunitensi e 8 membri dell'equipaggio. Ad oggi, il bilancio delle vittime costituisce ancora l'incidente aereo più mortale avvenuto in Canada, e l'unico incidente aereo più mortale dell'esercito americano in tempo di pace.
Dei 248 militari, tutti tranne dodici erano membri della 101ª divisione aviotrasportata (assalto aereo), la maggior parte dei quali proveniva dal 3d battaglione, 502ª fanteria; undici provenivano da altre unità del Comando delle Forze; e uno era un agente del Criminal Investigations Command (CID).

## Conseguenze

### Teoria alternativa

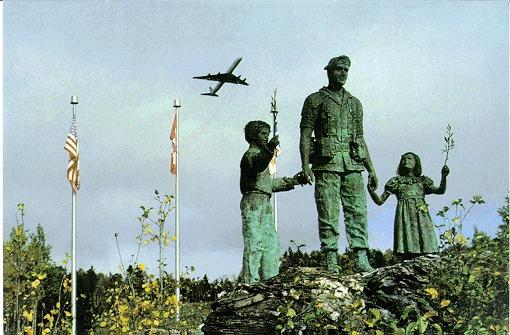
Il "testimone silenzioso" dell'artista del Kentucky Steve Shields. Memoriale del volo Arrow Air 1285 al lago Gander, con un DC-8 in decollo sullo sfondo

Il giorno dopo l'incidente, un gruppo di fondamentalisti islamici affermò di essere il responsabile dello schianto. Solo 5 membri investigativi sui 9 totali del CASB, incaricati dell'investigazione, firmarono il rapporto finale che indicava il ghiaccio come causa. Gli altri 4, ritenendo impossibile che una formazione superficiale di ghiaccio potesse far precipitare così velocemente un DC-8, redassero un rapporto di minoranza che faceva riferimento a un'esplosione a bordo e al conseguente incendio. La teoria era supportata dalla presenza di possibili prove, confutate dagli altri investigatori. In seguito a questa scissione, l'ente del CASB venne sciolto e al suo posto nacque il Transportation Safety Board of Canada.

### Rapporto di minoranza
Un rapporto di minoranza affermava che l'incidente avrebbe potuto essere causato da un'esplosione a bordo di origine sconosciuta prima dell'impatto, con uno di questi investigatori dissenzienti che in seguito disse a un comitato del Congresso degli Stati Uniti che un sottile strato di ghiaccio non avrebbe potuto abbattere l'aereo. portò a ritardi nelle modifiche alle procedure di sghiacciamento e un sottile strato di ghiaccio causò lo schianto mortale del Volo Air Ontario 1363 in Canada nel 1989.

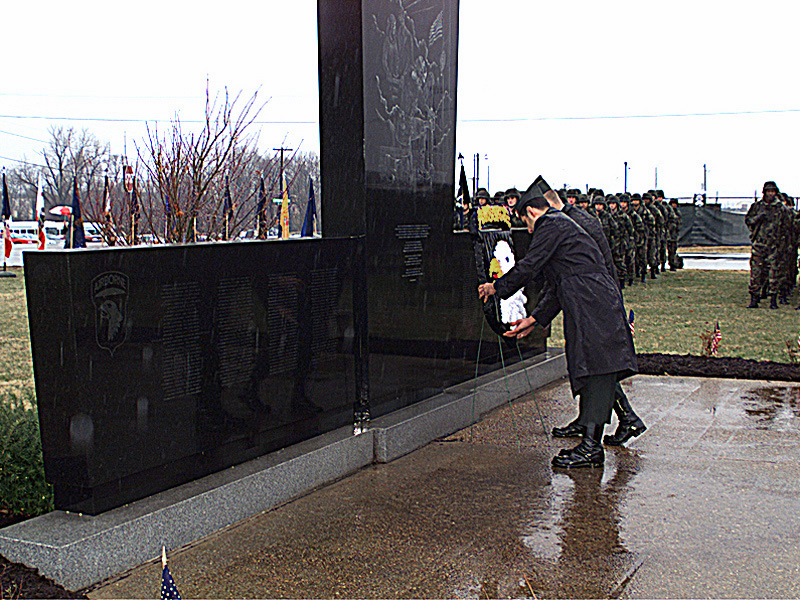
Memoriale del volo Arrow Air 1285 a Fort Campbell, Kentucky

In risposta alla mancanza di fiducia nelle indagini sugli incidenti da parte del CASB, il governo del Canada ha chiuso il comitato nel 1990, sostituendolo con un'agenzia investigativa indipendente e multimodale: il Transportation Safety Board of Canada.

### Memoriale
Un memoriale per le 256 vittime sul luogo dell'incidente si affaccia sul lago Gander e un altro memoriale è stato eretto a Fort Campbell. C'è anche un Memorial Park a Hopkinsville, Kentucky, appena a nord di Fort Campbell. Al 2018, la cicatrice dell'incidente è ancora visibile da terra e via satellite.

## Il Volo Arrow Air 1285 nei media
Il Volo Arrow Air 1285 è stato analizzato nella puntata Una tragedia controversa della undicesima stagione del documentario Indagini ad alta quota trasmesso dal National Geographic Channel.
La serie televisiva Unsolved Mysteries ha trasmesso un episodio della quinta stagione sull'incidente del volo 1285 il 5 maggio 1993 che implicava fortemente che l'incidente fosse avvenuto a causa di una detonazione, un incendio o un'esplosione a bordo del velivolo.